# اندی (نام کوچک)
اندی ممکن است یکی از موارد زیر باشد:
- اندی، یا آندرانیک مددیان،  یکی از خوانندگان موسیقی پاپ ایرانی-ارمنی است.
- اندی اسنیپ، ک تهیه‌کننده موسیقی، مهندس صدا، میکس‌کننده، ترانه‌سرا و گیتارنواز انگلیسی است.
- اندی توماس،  فضانورد اهل کشور استرالیا است.
- اندی رادیک، تنیسور از آمریکای است.
- اندی سرکیس، بازیگر،کارگردان و نویسنده ی اهل بریتانیاست.
- اندی سمبرگ،  بازیگر کمدی آمریکایی است.
- اندی گارسیا، بازیگر آمریکایی است.
- اندی گریفیت، بازیگر، تهیه کننده، خواننده برنده جایزه گرمی و نویسنده آمریکایی بود.
- اندی ماری، یا اندی مورای، بازیکن تنیس اهل کشور اسکاتلند است.
- اندی مایرز، ازیکن فوتبال اهل انگلستان است.
- اندی مک‌داول، بازیگر سینما و تلویزیون آمریکایی است.
- اندی مور، ک دی‌جی و تولید کننده موسیقی در سبک ترنس و پراگرسیو است.
- اندی وارهول، هنرمند، نویسنده، و فیلم‌ساز پیشرو آمریکایی از بنیان‌گذاران هنر پاپ دههٔ ۱۹۵۰ در ایالات متحده بود.
- اندی ویتفیلد، بازیگر و مدل اهل ولز بود.
- اندی ویلیامز، خواننده موسیقی پاپ اهل آمریکا بود.